# Флітвуд Таун
«Флітвуд Таун» (англ. «Fleetwood Town Football Club») — професіональний англійський футбольний клуб з Флітвуда, графство Ланкашир. 
Заснований 1908 року як «Флітвуд», 1977 року переформований у «Флітвуд Таун», 1997 — вдруге переформований як «Флітвуд Таун». Домашні ігри проводить на стадіоні «Гайбері» місткістю 5 327 місць, 2 672 з яких сидячі.